# Хагалаз
| Название                  | Пра- германское            | Древне- английское         | Древне- скандинавское | Древне- скандинавское |
| ------------------------- | -------------------------- | -------------------------- | --------------------- | --------------------- |
| Название                  | *Hag(a)laz                 | Hægl                       | Hagall                | Hagall                |
| Название                  | «град»                     |                            |                       |                       |
| Форма                     | Старший футарк             | Футорк                     | Младший футарк        | Младший футарк        |
| Форма                     |                            |                            |                       |                       |
| Unicode                   | \| ᚺ U+16BA \| ᚻ U+16BB \| | \| ᚺ U+16BA \| ᚻ U+16BB \| | ᚼ U+16BC              | ᚽ U+16BD              |
| Транслитерация            | h                          | h                          | h                     | h                     |
| Транскрипция              | h                          | h                          | h                     | h                     |
| МФА                       | [h]                        | [h]                        | [h]                   | [h]                   |
| Позиция в руническом ряду | 9                          | 9                          | 7                     | 7                     |
| ᚺ U+16BA                  | ᚻ U+16BB                   |                            |                       |                       |

Ха́галаз (ᚺ или ᚻ) — девятая руна старшего и англосаксонского футарка, седьмая в младшем.
В старшем футарке (ᚺ) называется *hagalaz или *haglaz, что на прагерманском означает «град» (в смысле погодное явление). Означает звуки [h] и [x].
В англосаксонском футарке (ᚻ) называется Hægl (др.-англ. град). Означает звуки [h], [x] и [ç]. Также в англосаксонском футарке есть руна ᛡ (Īor, др.-англ. угорь), которую иногда путают с младшерунической Hagall из-за схожести начертания.
В младшем футарке (ᚼ) называется Hagall (др.-сканд. град). Означает звук [h].
Некоторые авторы связывают эту руну с богиней Хель или с царством богини Хель.

## Упоминания в рунических поэмах[2]
|          | Англосаксонская                                                                                                   | Древненорвежская                                       | Древнеисландская                                              |
| -------- | --- | ------------------------------------------------------ | ------------------------------------------------------------- |
| Оригинал | Hagol biþ hwítost corna; · hwyrft hit of heofones lyfte, wealcaþ hit windes scúra; · weorþeþ it tó wætere siþþan. | Hagall er kaldastr korna; Kristr skóp hæimenn forna.   | Hagall er kaldakorn ok krapadrífa ok snáka sótt.              |
| Перевод  | Град — белейшее зерно, выпадает оно с небесной выси, мечут его бури с ливнями, обращается оно в воду затем.       | Град — самое холодное зерно; Христос создал мир давно. | Град — холодное зёрнышко, и льдинок поток, и змеиная бо́лесть. |